# Halqa des azzabas
La halqa des 'azzabas (en arabe : حلقة العزابة, ḥalqat al-ʿazzāba, qui signifie « cercle des reclus ») est un organe consultatif local chez les ibadites du Maghreb. Alors qu'il n'existe plus aujourd'hui que chez les ibadites algériens du M'zab et de Ouargla, où il exerce une grande influence sur la société mozabite, il existait autrefois aussi sur l'île de Djerba en Tunisie et dans le djebel Nefoussa en Libye. 
Le savant ibadite Abu Abdallah Muhammad ibn Bakr al-Farastâ'î (m. 1048) est considéré comme le fondateur de cette institution. Il aurait fondé la première halqa en 1018 dans une localité proche de Touggourt, dans l'Oued Righ. La halqa des 'azzabas constitue l'organe suprême dans la communauté ibadite, elle est au même niveau que l'imam et le représente. Le conseil est composé de dix à seize membres, selon la taille de la ville ou du village. Lors de la réunion, les membres discutent et prennent des décisions sur les sujets les plus divers qui concernent la communauté de vie ibadite. Grâce à ce système, les ibadites ont pu survivre au Maghreb après l'effondrement de l'imamat rostémide de Tahert.

## Étymologie
L'expression arabe « ḥalqat al-ʿazzāba » est composée de deux mots : ḥalqa qui signifie « anneau, cercle, collège » et ʿazzāba (sing. ʿazzābī) qui signifie « ascète, ermite, reclus ». Ce dernier mot est dérivé de la racine arabe ʿ-z-b (عزب), qui a les significations de base « être loin de » ainsi que « être célibataire, non marié ». Pour expliquer ce mot, les ibadites se rattachent à la première signification de la racine et estiment que les 'azzabas sont appelés ainsi parce qu'ils renoncent aux biens de ce monde et vivent entre eux afin de pouvoir se concentrer sur le fait de servir la communauté. Les 'azzabas sont également appelés « Iεezzaben » (ⵉⵄⴻⵣⵣⴰⴱⴻⵏ) en tamazight.
Le mot ḥalqa « cercle » est utilisé pour désigner l'instance parce que ses membres forment un cercle étroit pendant leurs réunions, sans espaces entre eux, afin que personne, même le diable, ne puisse y pénétrer.
Les termes « majlis al-ʿazzāba » (conseil des 'azzabas) et « haiʿat al-ʿazzāba » (organe des 'azzabas) sont également utilisés pour décrire le même organe.

## Origine et développement
Une forme préliminaire de la halqa des 'azzabas se trouve déjà en Irak à la fin de la période omeyyade et au début de la période abbasside. Le savant ibadite Abu ʿUbaida Muslim ibn Abi Karîma enseignait cinq élèves assis en cercle dans son atelier. Comme les ibadites étaient persécutés, cela se faisait en secret. Mais les règles de cette institution sont fixées pour la première fois par Abu Abdallah Muhammad ibn Bakr al-Farastâ'î, considéré comme le véritable fondateur de la halqa des 'azzabas. Selon l'historiographie ibadite, en 1018, l'imam Abu Zakaryâ ibn Abi Miswar de Djerba envoie un groupe de jeunes parents, parmi lesquels se trouvent deux de ses fils, pour qu'ils fassent leur apprentissage auprès d'al-Farastā'ī. Ils lui demandent de « les présider et de préparer la halqa ». Muhammad ibn Bakr refuse d'abord, mais après quatre mois et d'intenses supplications des étudiants, il accéde à leur demande et la halqa est fondée.
Muhammad ibn Bakr met en place un système qui sera perpétué par ses étudiants après sa mort. Dans la première moitié du XIIe siècle, Abu ʿAmmâr ʿAbd al-Kâfî développe encore ce système et y ajoute des règles.

## Conditions d'adhésion
Selon le règlement établi par Muhammad ibn Bakr, les membres de la halqa doivent obligatoirement porter la tonsure, c'est-à-dire qu'ils doivent se raser la tête à l'entrée et ne pas la laisser pousser par la suite. Ils doivent également porter des vêtements blancs et non teints faits de laine simple,.
Aujourd'hui encore, l'adhésion à la halqa des 'azzabas est soumise à certaines conditions. Il faut par exemple que la personne concernée connaisse le Coran par cœur (hâfiz), qu'elle aime l'étude et qu'elle étudie et enseigne continuellement, et qu'elle ne s'adonne pas à des activités mondaines qui nécessitent de fréquentes visites au marché.

## Structure
Les 'azzabas vivent ensemble dans la halqa à la manière d'une communauté d'habitation cénobitique. Selon l'ordre conçu par Muhammad ibn Bakr, un cheikh est à la tête de la halqa et conserve sa position jusqu'à la fin de sa vie. Il dirige les 'azzabas, s'occupe de l'administration, agit en tant que juge et enseignant et est responsable des possessions matérielles (hubus) et du bien-être spirituel de la halqa. Il est assisté d'un khalifa qui peut le remplacer en cas de nécessité. Il nomme un certain nombre d'assistants (ʿurafāʾ, sing.ʿarīf), dont l'un est responsable de l'enseignement du Coran, tandis qu'un autre est chargé des repas en commun, et d'autres encore d'organiser le temps d'étude et de sommeil.
Le halqa des 'azzabas est le plus souvent composé de douze personnes sans compter le cheikh, qui ont des tâches différentes :
- le cheikh de la halqa, qui se charge du prêche et déclare la walâya et la barâ’a[n 2],
- l'imam de prière, qui fait office de chef de prière de la communauté et dirige les mariages à la mosquée,
- le muezzin, qui appelle à la prière et remplace l'imam en cas d'absence,
- deux responsables de la mosquée qui supervisent les biens immobiliers et les fondations de la mosquée,
- trois récitants responsables de l'enseignement du Coran,
- cinq laveurs appelés « imsiriden », qui sont chargés de laver les morts, de les envelopper dans des linceuls et de les enterrer,
- et le cadi du lieu, qui statue sur les cas juridiques.

Les réunions de la halqa des 'azzabas sont secrètes et tiennet lieu dans une pièce close de la mosquée appelée « tamnayt »,.

### Conseil de 'Ammi Saïd
Chaque ville du M'zab a sa propre halqa, autonome des autres villes. Celles-ci se regroupent toutes, les halaqas des sept cités du M’zab et de Ouargla, dans le haut conseil des ‘azzabas de la vallée du M’zab et de Ouargla, couramment nommé : le Conseil de ‘Ammi Saïd. Ce dernier est formé de trois représentants des ‘azzabas de chaque ville. Il a pour rôle principal l’unification de la référence religieuse, la coordination entre les halqas des différentes villes, la gestion de la communauté mozabite hors du M’zab, ainsi qui la gestion des écoles libres ibadites de la diaspora, leurs mosquées et leurs waqfs. Les décisions de ce conseil religieux sont appliquées par tous les Mozabites, quel que soit leur lieu de résidence. Cette institution confédérale, quoiqu’elle n’ait pas un contact direct avec les habitants, produit le consensus communautaire, si important dans les relations vis-à-vis de l’extérieur,.

## Missions de la halqa
Parmi les missions qui incombent aujourd'hui à la halqa, on peut citer la supervision de l'enseignement, l'assistance sociale aux personnes en obligeant les riches à aider les pauvres, la résolution des conflits qui surviennent entre les personnes, la surveillance des biens de dotation des mosquées (hubus), la préservation des marchés des pratiques illicites, l'organisation de la surveillance locale des biens des personnes, le jugement et la punition des émeutiers et des criminels et l'organisation des relations extérieures.
La halqa coordonne aussi avec l'assemblée des « timsiridines », qui est un conseil féminin qui s'occupe des affaires des femmes dans la société mozabite.